# Campionati del mondo di ciclismo su strada 2022 - Cronometro maschile Under-23
La cronometro maschile Under-23 dei Campionati del mondo di ciclismo su strada 2022 si è svolta il 19 settembre 2022 su un percorso di 28,8 km, con partenza ed arrivo a Wollongong, in Australia. La vittoria è andata al norvegese Søren Wærenskjold, il quale ha completato la prova con il tempo di 34'13"40 alla media di 50,492 km/h, precedendo il belga Alec Segaert e il britannico Leo Hayter.
Al traguardo di Wollongong 43 ciclisti, dei 44 partiti, hanno portato a termine la competizione.

## Ordine d'arrivo (Top 10)
| Pos. | Corridore            | Squadra       | Tempo     |
| ---- | -------------------- | ------------- | --------- |
| 1    | Søren Wærenskjold    | Norvegia      | 34'13"40  |
| 2    | Alec Segaert         | Belgio        | a 16"34   |
| 3    | Leo Hayter           | Gran Bretagna | a 24"16   |
| 4    | Logan Currie         | Nuova Zelanda | a 33"03   |
| 5    | Michel Hessmann      | Germania      | a 39"03   |
| 6    | Carl-Frederik Bévort | Danimarca     | a 39"39   |
| 7    | Eddy Le Huitouze     | Francia       | a 50"77   |
| 8    | Raúl García Pierna   | Spagna        | a 1'02"20 |
| 9    | Mathias Vacek        | Rep. Ceca     | a 1'03"40 |
| 10   | Lorenzo Milesi       | Italia        | a 1'04"53 |